# Grip Inc.
A Grip Inc. egy groove metal együttes volt, melyet Waldemar Sorychta gitáros és Dave Lombardo, a Slayer dobosa, alapítottak 1993-ban. A zenekar 2006-ig működött, lemezeiket Európában a német SPV kiadó, míg Amerikában a Metal Blade Records jelentette meg.

## Története
Lombardo a Voodoocult gitárosával, Waldemar Sorychtával közösen hozta létre a zenekart. Hozzájuk csatlakozott Jason Viebrooks basszusgitáros és Gus Chambers énekes. Ez a felállás rögzítette a formáció első albumát, amely 1995-ben jelent meg. 1997-ben, 1999-ben és 2004-ben is piacra dobtak albumokat. Az együttes 2006-ban feloszlott. 2015-ben posztumusz kiadásban egy EP is megjelent.

## Tagok
Utolsó felállás
- Gus Chambers - ének (1993-2006, 2008-ban elhunyt)
- Dave Lombardo - dob, ütős hangszerek (1993-2006)
- Waldemar Sorychta - gitár (1993-2006), basszusgitár (1999-2006)

Korábbi tagok
- Chaz Grimaldi - basszusgitár (1993)
- Bobby Gustafson - gitár (1993)
- Jason Viebrooks - basszusgitár (1993-1997)
- Stuart Carruthers - basszusgitár (1997-1999)

## Diszkográfia
- Power of Inner Strength (album, 1995)
- Nemesis (album, 1997)
- Solidify (album, 1999)
- Incorporated (album, 2004)
- Hostage to Heaven (EP, 2015)